# Storbäcken
Storbäcken är en å som rinner genom Bygdeås jordbrukslandskap. Längd ca 20 km, flodområde 82 km². Den är ett vänsterbiflöde till Dalkarlsån, som den ansluter sig till helt nära dess mynning i havet, några km söder om Bygdeå.